# بيبو وبشير (فلم)
بيبو وبشير فيلم ينتمي لافلام الرومانسي الكوميدي ويجسد من خلاله شخصية شاب نصفه مصري ونصفه أفريقي ويُسمى بشير يعمل مترجم لغة سواحيلية وتحدث صداقة بينه وبين بيبو التي تجسّدها منّة شلبي ثم حب ثم يكتشف انه يعيش معها في منزل واحد.
قصة الفيلم مأخوذة من الفيلم الأمريكي "امش، لا داعي للجري"، المُنتج عام 1964. وتاريخ عرضه يوافق عيد الفطر لسنة 1432 هـ.

## فريق العمل

### طاقم التمثيل
- منة شلبي:بيبو عبير
- آسر ياسين:بشير
- صفية العمري:كاميليا
- محمد ممدوح:حمادة صديق بشير
- عزت أبو عوف:والد بشير
- سلوى محمد علي: والدة بيبو
- هاني عادل:طارق ابن خالة بيبو
- باسم سمرة:شفيق الدرملي
- محمد خان:والد بيبو
- بيومي فؤاد : الحاج نوفل: خال حمادة صديق بشير
- محمد علي رزق
- بالإضافة إلى محمد جمال - أحمد هاني - محمد مدحت - بيومي فؤاد - خالد كمال - هشام منصور - مصطفي حامد - جيسي صلاح - سلمي سويلم - كريستين جندي - هاني دانا - عادل ماضي - كابتن وليد أبو سريع - سيد الدولة عبد الله - عبد الله درويش سعيد - فرج عادل - عبد الراضي
- لاعبون كرة السلة: أحمد خالد - محمد سعيد - ايهاب فتحي - محمد رافت - عمرو الجندي - زياد - صهيب - محمد يونس - هشام عباس - محمد ايهاب - مارفين بلاك - بريان إدواردز
- الحكام: أحمد الفلكي - سامي ثابت

### أغاني الفيلم
- معقولة:كلمات (صبري السيد) - الحان وتوزيع (هاني عادل)
- حلم وحصل:كلمات (ميدو زهير) - الحان وتوزيع (هاني عادل)
- خايف لتضحك:كلمات (امار مصطفي) - الحان وتوزيع (هاني عادل)

### الإداريين
| - مدير تصوير:فكتور كريدي - سيناريو وحوار:كريم فهمي وهشام ماجد - إخراج مريم أبو عوف - مخرج سكريبت:حسام علي - مساعد مخرج ثان:محمد كريم - مخرج منفذ مي ممدوح - مساعدين الإخراج: باسم علي - لبني قباج - ت د:دولار فيلم - ت خارجي الشركة العربية للإنتاج والتوزيع لاسينمائي - موسيقي تصويرية هاني عادل - منتج منفذ: بشري- نيوسينشري للإنتاج الفني - إنتاج:وليد الكردي - مدير الإنتاج شريف عطية - أحمد علي - أشرف العزازي - سائقين إنتاج: حلاوة - سعيد - نحلة - طه - صفوت - حربي- عادل - محمد - منفذا الإنتاج: محمود الخطيب - عماد الشيمي - اشراف عام علي الإنتاج: امل الحامولي - رشا الحامولي - منتج فني: ايهاب أيوب - مدير الديكور:محمد أمين - مساعد مهندس الديكور:عادل الليثي - خالد - تصميم شريط الصوت والمكساج: جمعة عبد اللطيف - مساعدين الصوت:بيبتو - محمود بيبتو - مساعدمهندس صوت:أيمن داود - اعداد شريط الصوت:كولاج فيلم برودكشن - مونتاج الصوت:سلمة الباروني - اعمال الصوت والمكساج والطبع في:ستوديو مصر - تم نقل الصوت والدولبي بستوديو مصر - كلاكيت: عبد السلام - محمد علي - مصورين الوحدة الثانية: إسلام عبد السميع - تيمور تيمور - شريف جمال | - مساعدوا مصور: علي عادل - عباس يحيي - راضي استنكوفيتش - لودر: محمود يوسف - حسام الدين محمد - ناديم جورج - حسين سمير - سكريبت اضاءة: أمير إسماعيل - ستدي كام: أحمد يوسف - يوسف بارود - فنيين ستدي كام:تامر ربيع -أحمد سمير - أحمد حسن - مصوروا فوتوغرافيا: محمود كامل - مصطفي - ادريانو كستورو - فيديو اسيست:نوفل - مساعد فيديو اسيست:شاكر -مصطفي - ميسي - فريق الكاميرا:مكتب عفت - اسطي كاميرا:عماد عزمي - فنيين كاميرا:سامح - يعقوب- مصطفي - كاميرات اضافية:خالد هاشم - عدسات اضافية:رضاي زنيتا - كرين:محمد حسين - فتحي حسين - فنيين كرين:المنياوي - بوتشار- كريم - سائقين كرين:حسام (مكروباص) - فتحي (نقل) - مشرف اضاءة:اشطة - فنيين اضاءة: حسن عشماوي - زغلول - عصفورة - عيسي - دادة - عدنان - صديق - رامي - ألماني - هيما صبره - سائقين الاضءة:فاروق (نقل) - عفريت (نقل) - رديو (ميكروباص) - مدير مالي: صلاح البربري - محاسب مالي:أيمن الشاهد - ملابس: رضا عزت - حموني - مساعدين ملابس: نور التربيلي - هاني مختار - نسمة إبراهيم - شيماء محمد - منسق مناظر:شريف مصطفي - اكسسوار: احمد البرنس - أحمد فؤاد - محمد إبراهيم - جمعة - مفروشات عباس صابر - ملابس ممثلين ياسمين - مجدي - اميرة - فاطمة - صباح - ماكيير العمل: شريف هلال - مساعدين الماكير:محمد عبد العزيز - بيشوى - كوافير العمل: طه عبد الوهاب - عمرو توفيق | - مساعدين الكوافير:سيد أبو النور - كوافير منة شلبي: صبري عبد الدايم - ماكيير منة شلبي:بلال - كوافير صفية العمري: محمد اسكندراني - ماكيير صفية العمري:محمد راضي - كوافير وماكير عزت أبو عوف:اميرة - سيارات تصوير:محمد عزت-أحمد خليل - خدمة موقع:بلال قاسم - بيبتو - ياسر -طارق - جولف - إبراهيم - محمد السيد - كرام - بوفيه:أبو مسلم - سمسم - عماد - مكتب الريجي: أحمد حسن - منفذ مكتب الريجي: إبراهيم - سفينة - شؤون ممثلين:محمود بيوميي - كارفنات:عادل توفيق - مولد كهرباء:عبد السلام عجور - مصطفي أبو حجار - محمد عبد السلام - مونتير مساعد: زياد حواس - فولي ساوند ايفيكت:ايس - باريس فرنسا - كريم غالي - المدير الإداري:نبيل صبحي - مدير التشغيل:محمد سمير - مهندس: عز غنيم - أعمال التحميض:مدينة السينما - فيجوال ايفيكت:لؤي مشرف - عبد الله البسيوني - كولوريست:آدم هالاسز - سكانيينج::محمد عبد الحميد - تكتيكال سبورت:سيد حواش - كريم حواش - لاين بروديوسور:لما عوني - مشرف سيارات الإنتاج:الشيخ احمج - مدير موقع:هشام أبو المجد - تصميم ملابس: ايناس عبد الله - نجوي إبراهيم - ميرنا الغضبان - di & vfx supervisor:عطية امين - مونتاج مني ربيع |

## روابط خارجية
- مقالات تستعمل روابط فنية بلا صلة مع ويكي بيانات